# Typ Nürnberg

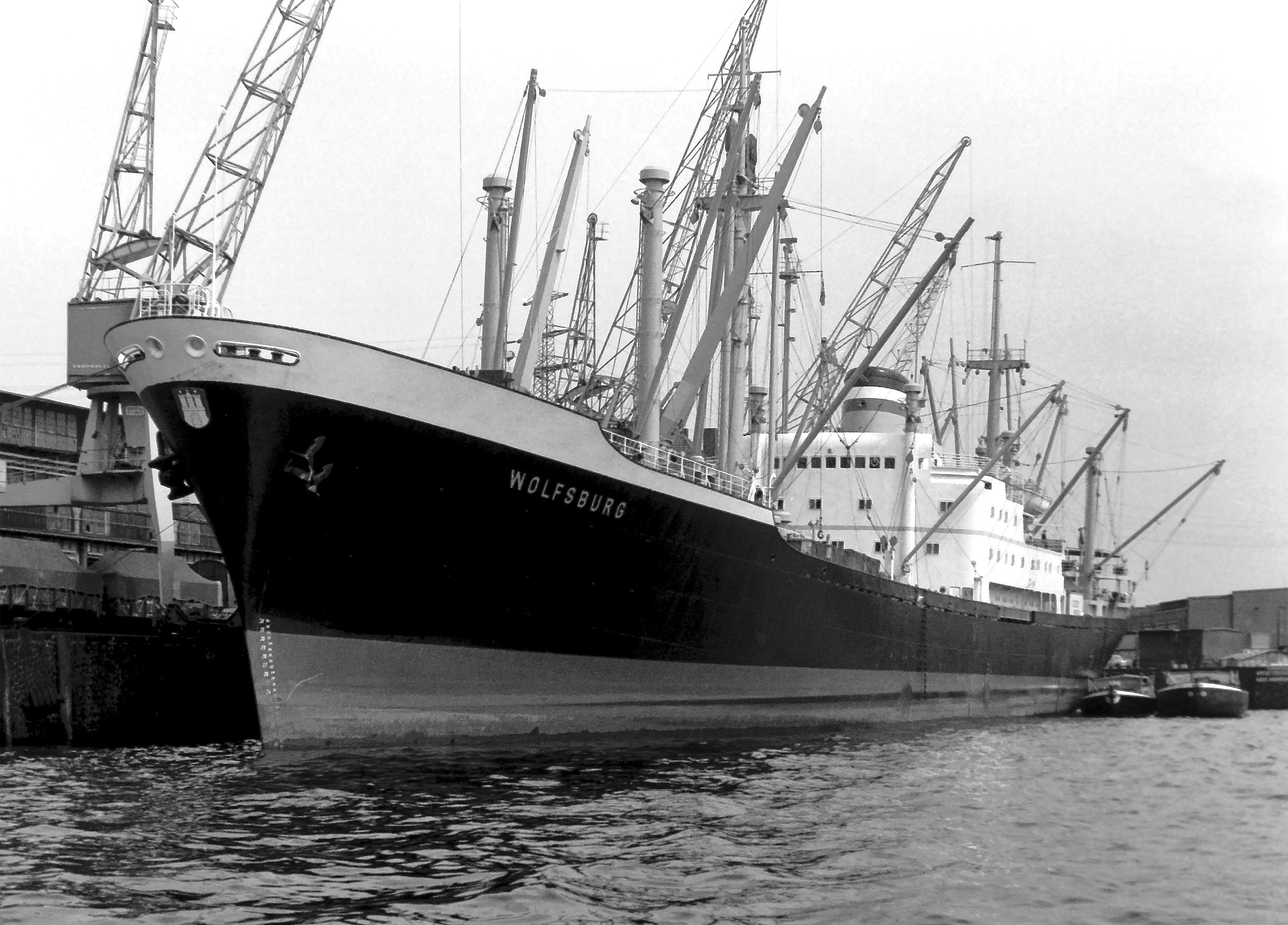
Wolfsburg 1969 im Hamburger Hafen

Der als Typ „Nürnberg“ bezeichnete Schiffstyp ist eine Baureihe von drei Frachtschiffen der Hamburg-Amerika-Linie (HAPAG).

## Geschichte

### Bau
Anfang der 1960er Jahre bestellte die HAPAG bei den Howaldtswerken Hamburg drei typgleiche Motorschiffe. Am 31. Oktober 1961 konnte die Reederei das Typschiff Blumenthal von der Werft übernehmen. Ein halbes Jahr darauf, am 17. April 1962, komplettierte die Wolfsburg die Baureihe.

### Einsatz bei der HAPAG
Bis 1970 wurden die drei Schiffe planmäßig von der HAPAG eingesetzt und bei dessen Fusion mit dem NDL von der neuen Hapag-Lloyd übernommen.

### Spätere Karriere
Im Sommer 1971 veräußerte die Hapag-Lloyd alle drei Schwesterschiffe an portugiesische Reedereien. Zwei der Schiffe wurden in den Jahren 1986/87 zum Abbruch verkauft. Die ehemalige Blumenthal blieb bis 1992 in Fahrt, wurde dann zunächst in Luanda aufgelegt und dort schließlich teilweise abgebrochen.

## Technik
Die Schiffe der Baureihe waren konventionelle Stückgutschiffe mit eben hinter mittschiffs über der Antriebsanlage angeordneten Aufbauten und vielseitigen Ladungseinrichtungen. So waren die Schiffe mit zahlreichen herkömmlichen Ladebäumen sowie einem Schwergutbaum zur Übernahme von Schwergut ausgerüstet. Die Luken wurden mit MacGregor-Lukendeckeln verschlossen.

## Die Schiffe
| Die Frachtmotorschiffe des Typ „Nürnberg“ | Die Frachtmotorschiffe des Typ „Nürnberg“ | Die Frachtmotorschiffe des Typ „Nürnberg“ | Die Frachtmotorschiffe des Typ „Nürnberg“ | Die Frachtmotorschiffe des Typ „Nürnberg“ | Die Frachtmotorschiffe des Typ „Nürnberg“                                |
| Name                                      | Stapellauf                                | Ablieferung                               | Baunummer                                 | Vermessung                                | Umbenennungen und Verbleib                                               |
| ----------------------------------------- | ----------------------------------------- | ----------------------------------------- | ----------------------------------------- | ----------------------------------------- | ------------------------------------------------------------------------ |
| Blumenthal                                | 27. Mai 1961                              | 31. Oktober 1961                          | 952                                       | 9443 BRT                                  | 1971 N'Gola, 1992 aufgelegt, 1994 im Register gelöscht                   |
| Nürnberg                                  | 26. Juni 1961                             | 29. Dezember 1961                         | 955                                       | 9464 BRT                                  | 1971 Congo, Abbruch ab 24. April 1986 in Kaohsiung                       |
| Wolfsburg                                 | 21. Februar 1962                          | 17. April 1962                            | 938                                       | 9464 BRT                                  | 1971 Muxima, 1985 Vasco Fernandes, Abbruch ab 27. Februar 1987 in Ningbo |